# Alesson
Alesson dos Santos Batista (Guarulhos, 16 febbraio 1999) è un calciatore brasiliano, centrocampista del Mirassol.

## Caratteristiche tecniche
È un trequartista.

## Carriera
Cresciuto nelle giovanili del Paraná, ha esordito in prima squadra il 19 novembre 2016 in occasione del match di Série B pareggiato 1-1 contro il Ceará.